# Hong Kong ai XXIV Giochi olimpici invernali
Hong Kong ha partecipato ai XXIV Giochi olimpici invernali, che si sono svolti dal 4 al 20 febbraio 2022 a Pechino in Cina, con una delegazione composta da 3 atleti.
Si tratterà della sesta partecipazione di questo paese ai Giochi invernali.

## Delegazione
| Sport       | Uomini | Donne | Totale |
| ----------- | ------ | ----- | ------ |
| Sci alpino  | 1      | 1     | 2      |
| Short track | 1      | -     | 1      |
| Totale      | 2      | 1     | 3      |

## Risultati

### Sci alpino
| Atleta                | Evento                    | 1ª manche | 1ª manche | 2ª manche       | 2ª manche       | Totale          | Totale          |
| Atleta                | Evento                    | Tempo     | Posizione | Tempo           | Posizione       | Tempo           | Posizione       |
| --------------------- | ------------------------- | --------- | --------- | --------------- | --------------- | --------------- | --------------- |
| Hau Tsuen Adrian Yung | Slalom gigante maschile   | DNF       | DNF       | Non qualificato | Non qualificato | Non qualificato | Non qualificato |
| Hau Tsuen Adrian Yung | Slalom speciale maschile  | DNF       | DNF       | Non qualificato | Non qualificato | Non qualificato | Non qualificato |
| Audrey Alice King     | Slalom speciale femminile | DNF       | DNF       | Non qualificata | Non qualificata | Non qualificata | Non qualificata |

### Short track
| Atleta     | Evento | Batteria | Batteria | Quarto di finale | Quarto di finale | Semifinale      | Semifinale      | Finale          | Finale          |
| Atleta     | Evento | Tempo    | Pos.     | Tempo            | Pos.             | Tempo           | Pos.            | Tempo           | Pos.            |
| ---------- | ------ | -------- | -------- | ---------------- | ---------------- | --------------- | --------------- | --------------- | --------------- |
| Sidney Chu | 500 m  | 44"857   | 3º       | Non qualificato  | Non qualificato  | Non qualificato | Non qualificato | Non qualificato | Non qualificato |